# 野門
野門（のかど）は、栃木県日光市の大字。2015年（平成27年）10月1日現在の面積は4.660276772 km2、住民基本台帳に基づく2022年（令和4年）8月1日現在の人口は32人。郵便番号は321-2716。

## 地理

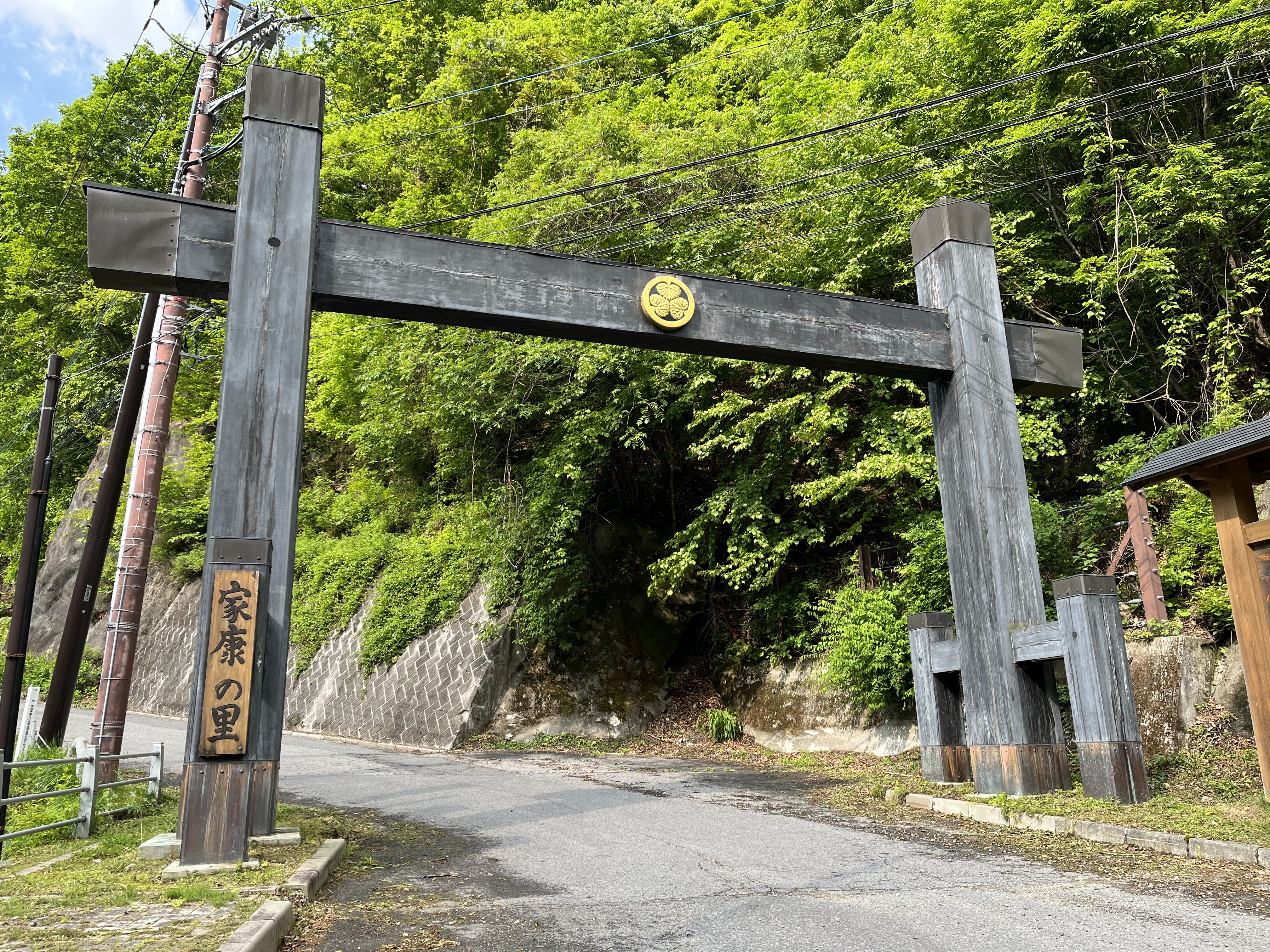
集落入り口

日光市北西部の栗山地域（旧・栗山村）の南端に位置する。南部に小真名子山・帝釈山・女峰山といった標高2000メートル級の山々（日光連山）がそびえ、日光地域（旧・日光市）との境を成す。北部を西から東へ鬼怒川が流れ、川に沿って栃木県道23号川俣温泉川治線が通る。野門は鬼怒川とその支流の野門沢川・大事沢川が作り出した複合段丘である。
野門の集落は県道の野門橋付近から分岐する日光市道を進んだ先の標高960メートルあたりの緩斜面に立地する。出桁と土間上部の三重梁が特徴の典型的な栗山郷の家屋が建ち並び、1990年代には茅葺屋根の家が残っていた。かつては民宿を営む家が多くあり、1979年（昭和54年）8月時点では全18戸のうち14戸が民宿を営んでいたが、2024年現在も営業しているのは3軒のみである。
北東は土呂部（どろぶ）、東は上栗山、南は日光、西は川俣と接する。
南西部の湿地にミズバショウの群落がある。花期は5月下旬から6月上旬頃である。村人が尾瀬から移植したものと伝わり、「野門水ばしょう自生地」として日光市の天然記念物に指定されている。

### 地名の由来
いくつかの地名の由来がある。
1. 集落が山間の野原に形成され、イノシシや鹿などの獣害を防ぐために柵囲いを作ったから[8][17][7]。
2. 平家の落人が一族の霊地とした川俣への入り口である当地に柴垣を築き、門を設けたことにちなむ[8][7]。
3. 山の険しい段丘上の傾斜地の地理的要因から、山裾や高原を表す「野」と、山の険しい箇所を表現する「カテ」の転訛した「門」を合わせて「野門」とした[17]。

### 小字
『角川日本地名大辞典』による。
- 大川筑
- 坂ノ下
- 遠下
- 屋敷ウラ
- カヨウ
- 中島
- 沢
- 向フ山
- 荒ホト
- 冨士見
- 滝沢
- 上原
- イラ久保
- 高室
- ツホロ岩

## 歴史

### 近世
江戸時代前期頃、野門村は川俣・上栗山・土呂部・黒部・日陰・日向・湯西川・西川と川治村（旧藤原村）と共に栗山郷十ヵ村を構成していた。尚、川治村は他村と距離が離れていることや会津西街道の影響を受けるようになったことで、江戸中後期以降に、実質的に栗山郷から離れたと推測されている。
栗山郷十ヵ村の野門村は他村と同様に日光山領だった。1666年（寛文6年）に行われた日光領総検地で高や反別が確定して以降、年貢の額と共にこれらは近世の間は変わらなかった。また、反別も屋敷と畑のみで畑作物も少なく、山稼ぎで生計を立てていた。当検地によると野門村の反別は15町1反余で高は33石、定免金納3両3分余と他の栗山郷と比べると少なく、西川村・黒部村に次ぐ下から3番目の小規模な村だった。また野門村を含めた7ヵ村では、独自の貢納として日光山本坊御殿役所へ毎年蕎麦を納めていた。
近世後期以降、当地方では荒地が増加し農村の荒廃が激しくなり、天明や天保の飢饉の際は奉行所などの度々救済願いを出していた。特に1833年（天保4年）以降の天保の飢饉においては天候不順と自然災害が重なり、農民は笹の実や栃の実、楢の実を団子や餅にしたり、草や木までも食用として飢えを凌ぐような状況だった。それに対し、1853年（嘉永6年）、二宮尊徳による日光神領の難村旧復事業が栗山郷でも展開された。これは日光仕法と呼ばれる尊徳による農村復興事業で主に荒地の再開発がされた。また、野門村では日光仕法とは別に、1861年（文久元年）に郷山売木代金を資金とした村独自の困窮立て直し策が打たれた。

#### 戊辰戦争と栗山東照宮
1868年4月11日、江戸開城の当日、これを不満とする旧幕府軍歩兵奉行大鳥圭介と新撰組幹部土方歳三ら約2000人が、江戸を脱出し下総国市川に集結し日光を目指した。幾多の争いを繰り広げながら4月19日には大鳥軍が宇都宮城を占領したが、宇都宮城奪回を目論む政府軍と大鳥軍は安塚・幕田で戦い、大鳥軍はこれに敗れ宇都宮に敗走し、23日には政府軍が宇都宮城を奪回した（宇都宮城の戦い）。宇都宮を放棄した大鳥軍は当初からの目的地であった日光に入り、政府軍との戦いに備えた。しかし大鳥軍は日光山の僧侶の嘆願を受け、日光を後にし会津へ向かった。これにより日光は戦火を免れることとなった。また戊辰戦争の戦火を避けるため、日光東照宮の御神体が富士見峠を越え野門に隠されたとの伝承があり、現在も徳川家康とされる御神体は栗山東照宮に祀られている。御神体は野門の地主の家に預けられ、預かった人は会津藩主から守護職を命じられたと伝えられる。

### 近代

#### 近代における野門村の変遷
1871年（明治4年）6月、日光県が管轄下の地域を5部74区に制定。塩谷郡栗山郷の野門村外9ヵ村は第三部四三区となった。同年7月には廃藩置県が施行、11月には栃木県と宇都宮県が設置され野門村外9ヵ村は河内郡・芳賀郡・那須郡・塩谷郡で構成される宇都宮県に属す。翌年の1872年（明治5年）3月には先述した4郡を7大区76小区に制定され野門村外7ヵ村は旧藤原町域の村々と共に十区ノ五に属すようになる。1873年（明治6年）6月15日には宇都宮県が廃止となり栃木県の管轄下となり、野門村外9ヵ村は都賀郡の今市宿及び10ヵ村や河内郡小百村と共に第二大区八ノ小区に制定された。尚、当区画は1876年（明治9年）に更に改定されている。当時の家数・人口は20軒・100人。近世後半の1853年（嘉永6年）は家数20軒・人口85人で、飢饉で苦しんだ期間もあったが大きな変動はない。1878年（明治11年）に地方三新法が制定され、大小区が廃止され各郡に郡役所が設置されると、野門村は矢板村に置かれた塩谷郡役所の管轄下となる。1889年（明治22年）に町村制が施行され、旧来の村々を合併する動きが進められ、野門村・湯西川村・西川村・土呂部村・黒部村・川俣村・上栗山村・日陰村・日向村が合併し栗山村が成立。以降日光市に合併するまでの間、野門村は栗山村に属した。またこの時、各村々は大字に改められ、区長を置くこととなった。

## 教育
1875年（明治8年）3月、日向村に日向学校が設置され、1877年（明治10年）時点で野門村は当校の学区に属していた。しかし当時の日向学校及び第一支校を合わせた就学率は30％で、同時期の栃木県全体の就学率44%と比べると低かった。これは同校の学区が8ヵ村と広大で多くの児童にとって通学が困難であったことが原因とされている。しかし、1892年（明治25年）に栗山村立日向尋常小学校が誕生して以来、日向以外の大字に分教場が順次設けられるようになった。
野門には1893年（明治26年）6月に分教場が設置されたが、1903年（明治36年）に一旦廃止され、1907年（明治40年）に再設置された。1947年（昭和22年）4月に栗山村立栗山小学校野門分校となり、1966年（昭和41年）に本校へ統合された。2022年（令和4年）現在は日光市立栗山小中学校の学区に含まれるが、同校は2023年（令和5年）3月末での閉校が予定されている。

## 産業・生業

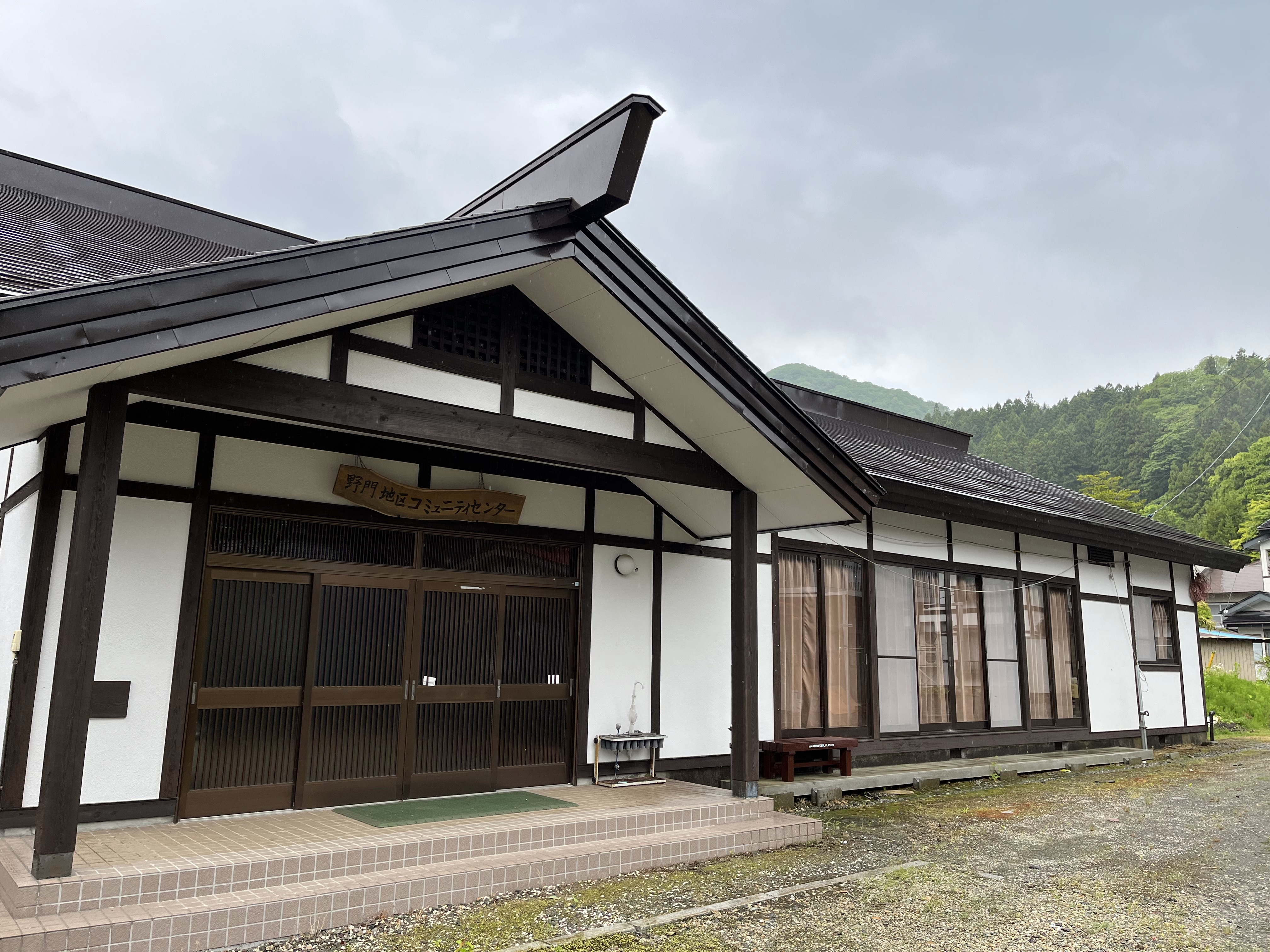
野門集会所

2020年（令和2年）の国勢調査による15歳以上の就業者数は12人で、産業別で最も多いのは宿泊業・飲食サービス業（9人・75%）である。1979年（昭和54年）時点では、全18戸のうち14戸が民宿を経営し、土木工事や山林労務、公務員（村役場職員）として生計を立てる人もいた。
2016年（平成28年）の経済センサスによると、野門の全事業所数は4事業所、従業者数は12人である。具体的には宿泊業が3事業所、飲食店が1事業所ある。

### 近代の生業
近代における栗山郷の生業、農業とは別に、山林の木材を利用し加工品・半製品を製作して今市・日光方面に出荷するのが特徴だった。『地誌編輯材料取調書』によると、明治初年における野門村の特産物は下駄・杓子・膳板その他の用材で、年間数量は順に20駄・12駄・105駄。輸送先は日光町であった。このように木材は重要な資源であったが、近代に入り山林が国有林に組み込まれることが増えた。これにより国有林から用材を得るためには毎年立木払下の許可を受ける必要があり、年によっては許可が遅延することもあり、村民の頭を悩ませていた。そのため、1899年（明治32年）には野門・川俣・上栗山・土呂部が栗山村町を代表とし、国有林野及び国有地の下戻を国に申請。しかし、農商務大臣に却下された。それに対し栗山村長は引くことなく、弁護士の近藤外次郎を代理人とし、野門・湯西川・西川・日陰・川俣・上栗山・土呂部の国有林下戻訴訟を行政裁判所に提訴。しかし1947年（昭和22年）、戦後に持ち越された野門の訴訟は敗訴した。
他には馬による物資の輸送「駄賃つけ」も貴重な現金収入源の1つで、この仕事は主に女性が行っていた。そのため栗山地区では多くの馬が飼育されていて、野門では1876年（明治9年）時点で20頭の馬が飼われていた。

### 農業
旧栗山村は、高冷地で夏場も気温が上がらず、水温が低いことから稲作に適していなかったが、土呂部では現代において29戸中5戸が自家用に米作りをしており、野門でも昔米作りをしたとの伝承が残っている。しかし、水が冷たく土壌が悪かったことから、実が入らなかったり味が良くなかった為、長続きしなかったと云う。1922年（大正11年）の所得額申告書によると、野門の畑は丙（3等）で一反歩当り18円、田んぼは反当たり25円の収穫量だった。1980年代には、沢わさびの生産を行っていた。
2020年（令和2年）の農林業センサスによると、野門に農林業経営体はないが、自給的農家が4戸ある。田はなく、畑が1 haある。

### 駄賃つけ
近世・近代において、農地に恵まれた地とはいえない野門村の農民にとって、木材加工と並んで駄賃つけは重要な現金収入源だった。前述したように駄賃づけは主に女性の仕事で、当時馬方をしていた老女によると、雪が降っていても山を越え今市まで炭俵や下駄材などを運んだと云う。そういった冬場の服装は綿入れ半纏にモンペ、山袴で寒さを凌いだ。この老女が体験した1番辛い思い出は、旧正月の前の大雪の降る中、正月になると稼ぎに出られないという理由から、少々無理をして稼ぎに出かけたことで履いていた地下足袋が濡れて大変冷たい思いをしたことという。運輸が馬からトラックに変わりゆく昭和10年代にやっとゴム長靴を履くようになった。また荷物を背負うのは馬だけでなく、同様に女性達も木炭や曲げ物材を背負った。中には、駄賃つけの際にも背負い蓑を使うとその分重くなるため、着なかった人もいたと云う。

## 文化・風習

### 帯戸を用いた葬送習俗
旧栗山村域の葬送の文化の中で特徴的なのが帯戸で死者を囲む点。県内にも死者と周囲を遮断する風習はあるものの、旧栗山村の各地区では更に厳格に周囲と隔離される。同村域内でも地区ごとに違いがありる。野門地区では囲いが作られるのは、死んだ翌日の昼頃で、4枚の帯戸を外してその内の3枚で三方を囲い、残りの1枚で蓋をする。更に囲いが崩れないよう、科の木の皮でよじって作った背負い縄で一重に縛る。この際、必ず隙間ができないように注意して作る。また、囲いの上には魔除けのために鎌を男女関係なくのせる。出棺の前に行われる湯灌の時に囲いを壊すのだが、完全に囲いを取り払うのは死者が入棺されてから。

### 獅子舞
旧栗山村内の各大字に若者1名が1匹の獅子となり、3名の太夫・雄獅子・雌獅子の踊り手が舞う一人立三匹獅子舞がある。これは江戸時代に日光市や今市市地方から伝来したとされている。尚、野門の獅子舞は川俣・土呂部と同様に関白流を名乗っている。上演されるのは7～9月の間で大山祇神社や集会所で催される。

### 地芝居
旧栗山村の各地では、江戸時代から昭和にかけて、鎮守の祭礼などの時に素人役者や義太夫師などが出演する歌舞伎芝居「地芝居」が行われていた。野門ではこの歌舞伎衣装の一部が残存している。

## 名所・寺社

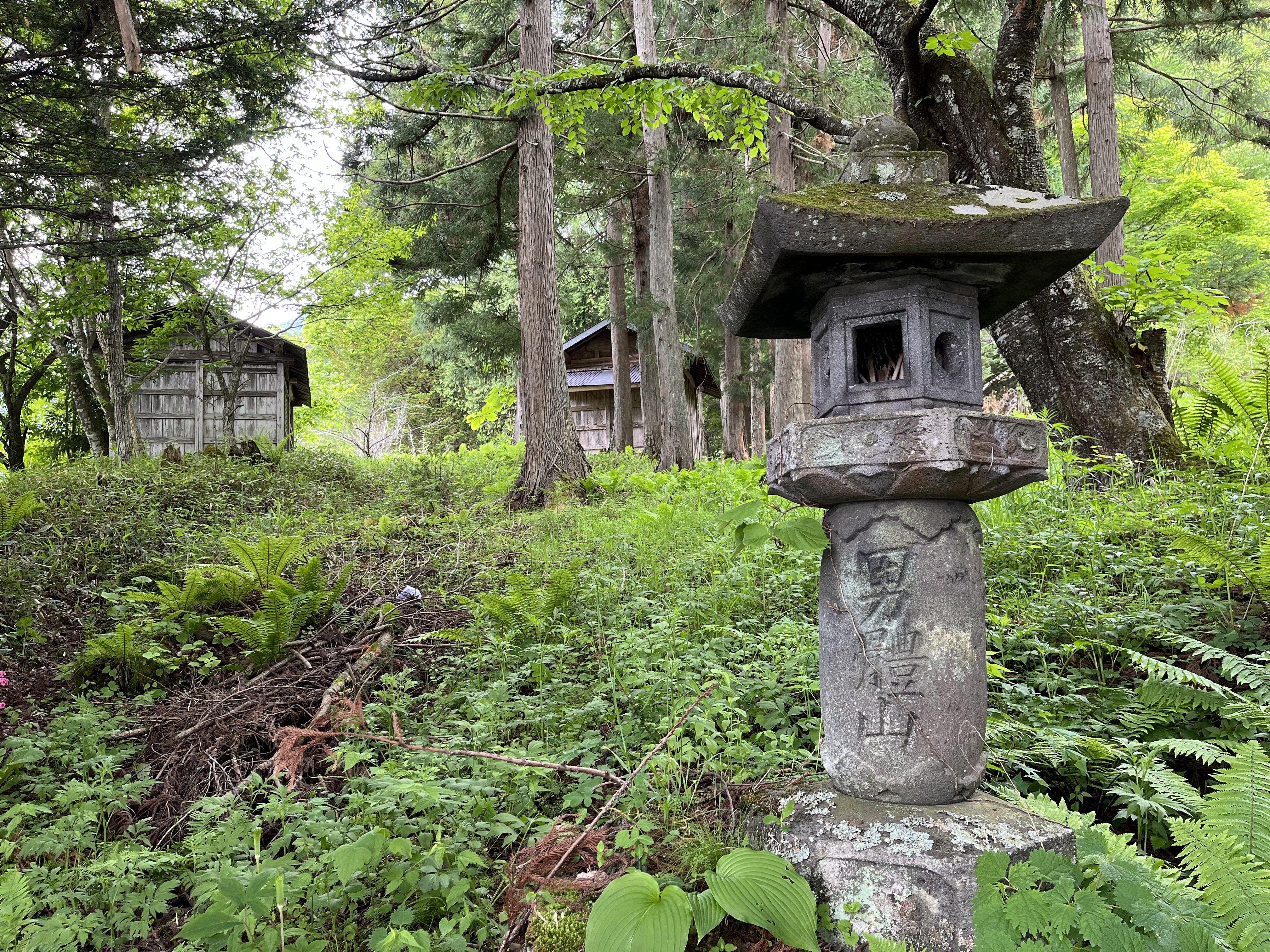
石燈篭

野門には末社や小祠を含め多くの神社がある。総鎮守は北峯神社。鎮守は蛇王神社・神明宮・飯綱神社の3社。境内社は7つあり、春日神社・山神社・大杉神社の3社と稲荷神社と八坂神社がそれぞれ2社ある。 

### 栗山東照宮

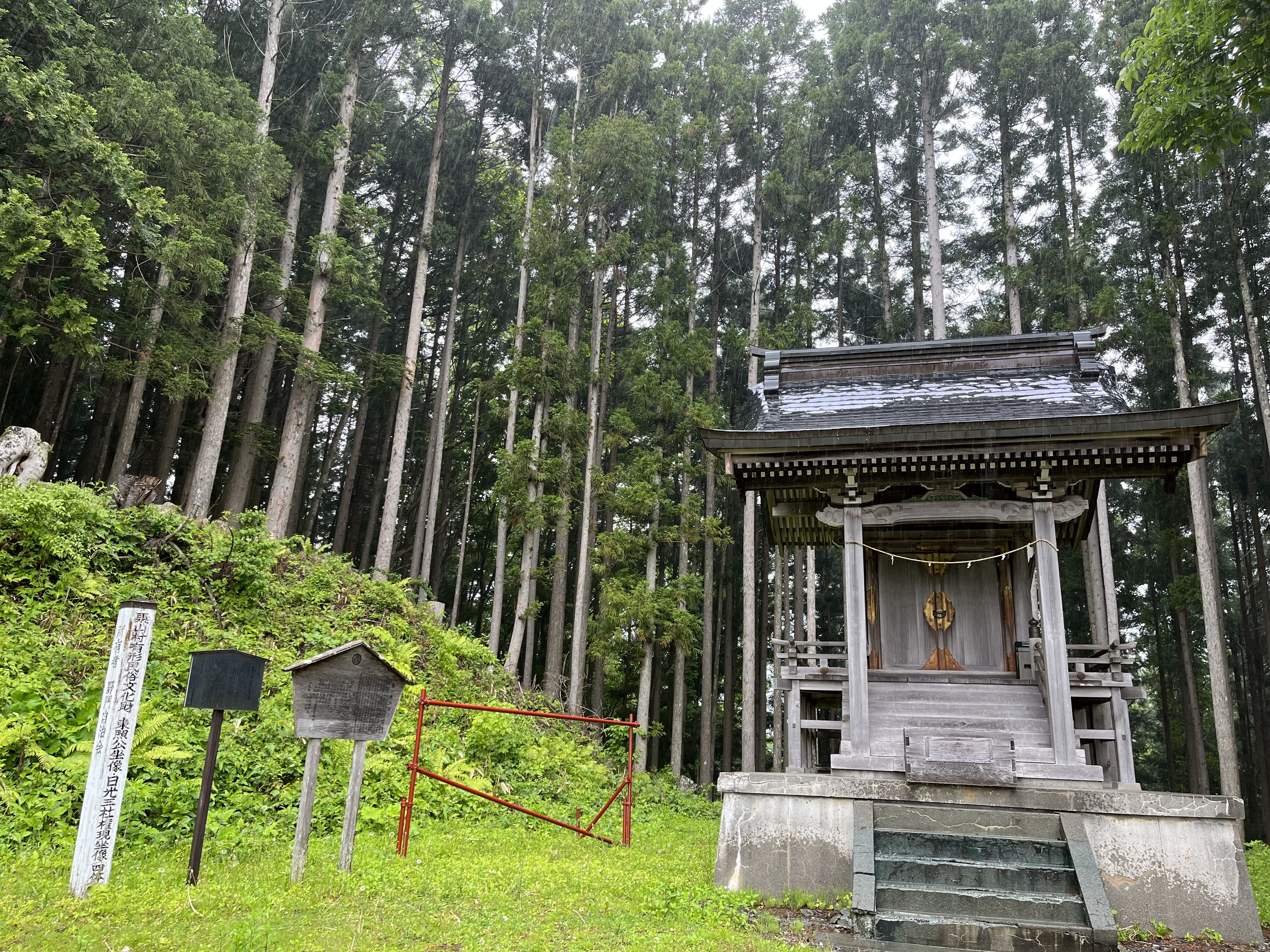
栗山東照宮

栗山東照宮は徳川家康像と日光三社権現の御神体が祀られる神社。野門集落の中央部に鎮座し、野門東照宮とも呼ばれる。口碑伝承によると、1868年（明治元年）8月、戊辰戦争の戦火を逃れて御神体が当地に移されたのが当神社の始まりとされるが、しばらくは野門村の地主の家が「開かずの間」を設けて代々保管し、実際に神社として建立されたのは1970年（昭和45年）のことである。
徳川家康生誕を祝う例祭は毎年10月26日に催されていたが、2022年現在は10月の第4日曜日に変更されている。御神体は「東照公坐像 日光三社権現坐像」として日光市有形民俗文化財に指定されており、例祭の日に開帳される。
尚、同様の話が山形県の山寺立石寺にもあるため、真偽は口伝の程度に留まる。しかし、近世において野門は幕府の神領であったことなどから、当神社を観光資源として村おこしに活用し、「家康の里」として野門温泉共同浴場「家康の湯」などを中心に観光整備を進めていた。（家康の湯は1995年〔平成7年〕に開設されたが、2013年〔平成25年〕に休止し、2016年〔平成28年〕に正式に廃止された。日向温泉新源泉から引湯し、平家高原家康の里開発組合が指定管理者として運営していた。）
内田康夫の小説『幻香』（浅見光彦シリーズ）には、浅見光彦が殺人事件の被害者の足跡をたどって野門を訪れるシーンがある。作中で浅見は栗山東照宮を訪ねて手がかりを探したり、野門の民宿で事情を聴いたりしている。この作品のテレビドラマ版（フジテレビの浅見光彦シリーズ第48作、2013年）が制作された際には、栗山東照宮がロケ地の1つとなった。

### 八坂神社

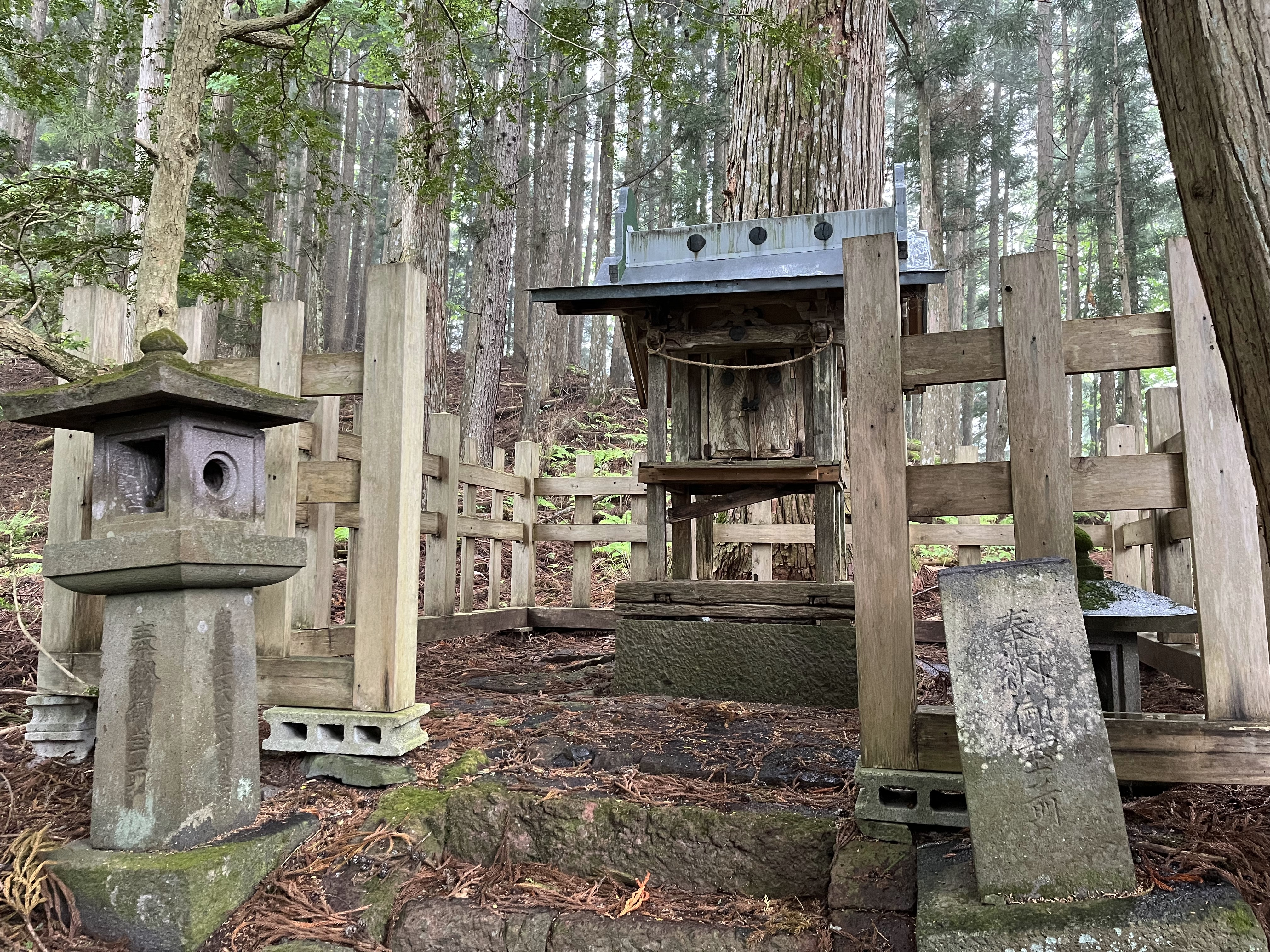
八坂神社

八坂神社は野門の境内社で旧暦6月15日（現在は7月15日）に天王様の祭りが行われている。天王様の祭りは、京都の祇園にある八坂神社の祭神牛頭天王に関するもので、牛頭天王が夏の暑さを迎えて起こる病気の流行などを防ぐ神様として信仰されている。元々、御神体は天狗のような面であったが、盗難に遭い、現在は古峰神社から受けた天狗の面が御神体となっている。祭り当日は、この御神体を神輿に載せ若衆が担いて村を練り歩き、その後集会所で獅子舞が行われる。また、あらかじめ天王様の花と称す造花が造られて、各家に1本ずつ配り、玄関のところに挿しておく慣わしがあり、これにより家内安全を祈願する。

### 薬師様

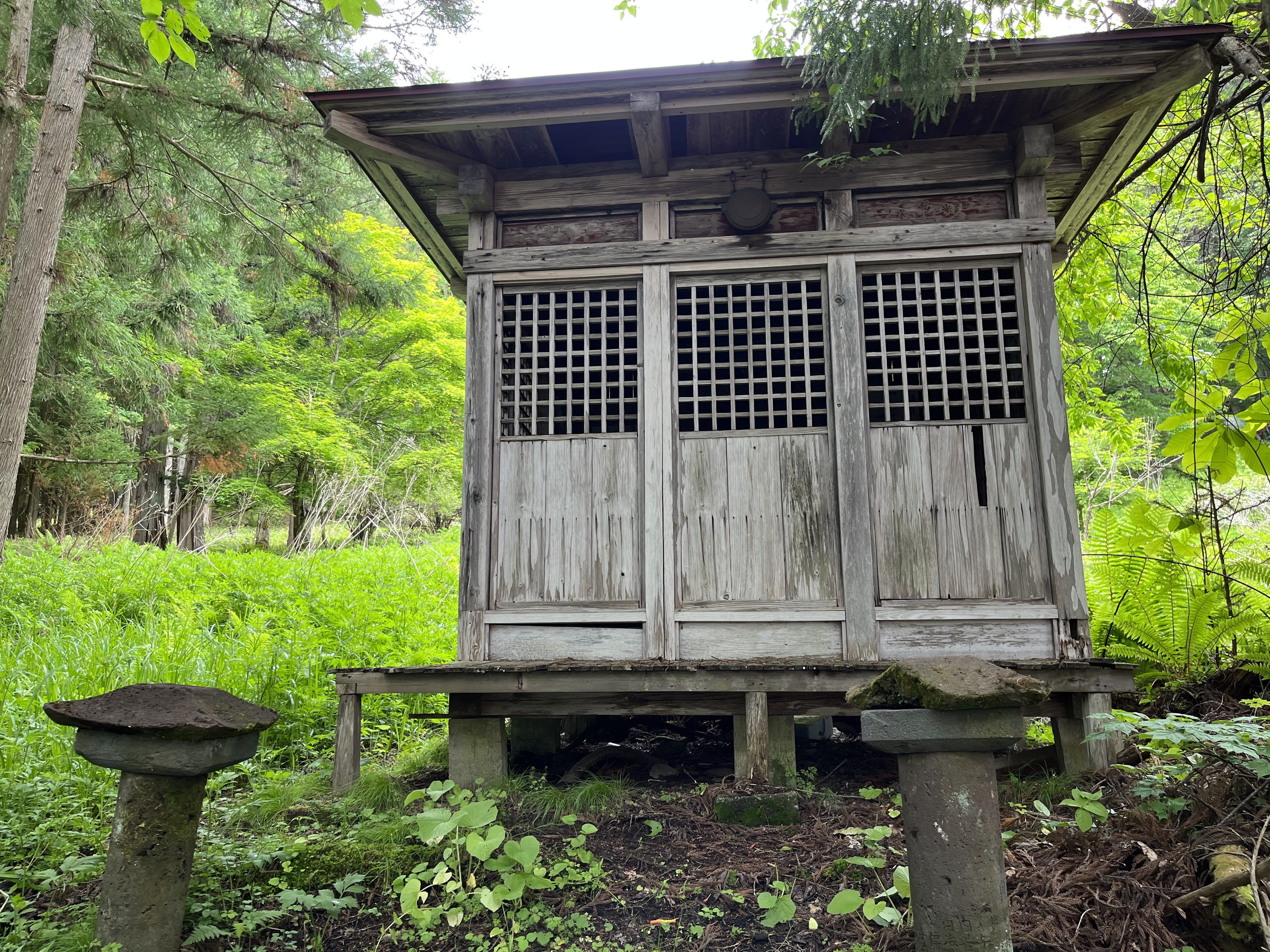
薬師堂

4月8日が縁日で集落の十数軒共同でお祭りが行われている。当地では、薬師様が主に目の病を治してくれる仏様として信仰が深く、お堂の中の「め」と墨書された夥しい量の半紙から信仰の深さが窺える。中には信仰深さから自身の髪を結納する人もいる。

### 二十三夜講
当地では、毎月23日の夕方から夜中にかけて、若い女性を中心に蕎麦を食べながら世間話をする二十三夜講があった。本来は行員が集まって飲食をしながら月待ちをする信仰であったが、次第に娯楽色が強くなったと云う。また講員が女性で、安産・子育てにご利益があると信じられている。

### 男体講

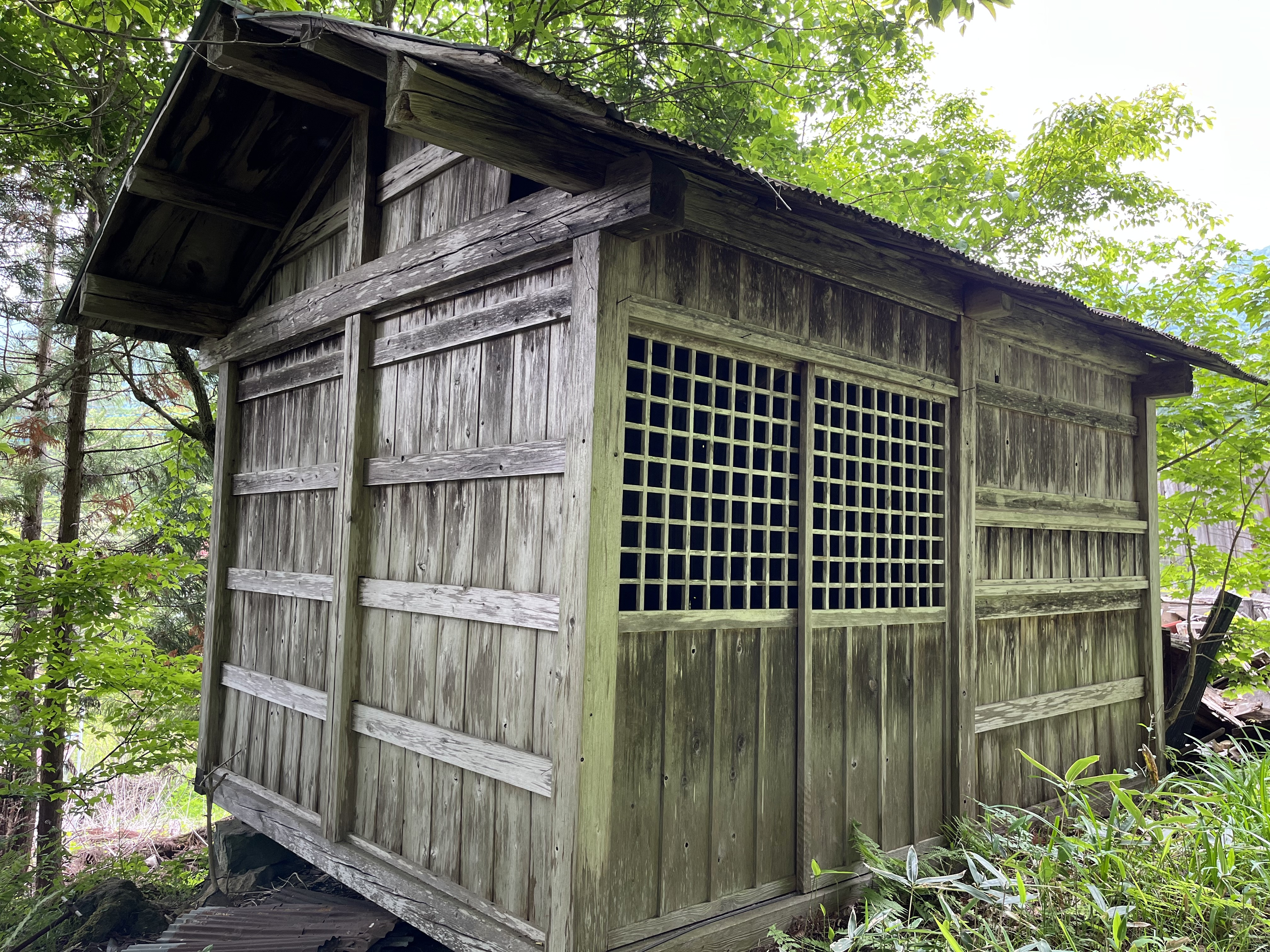
行屋

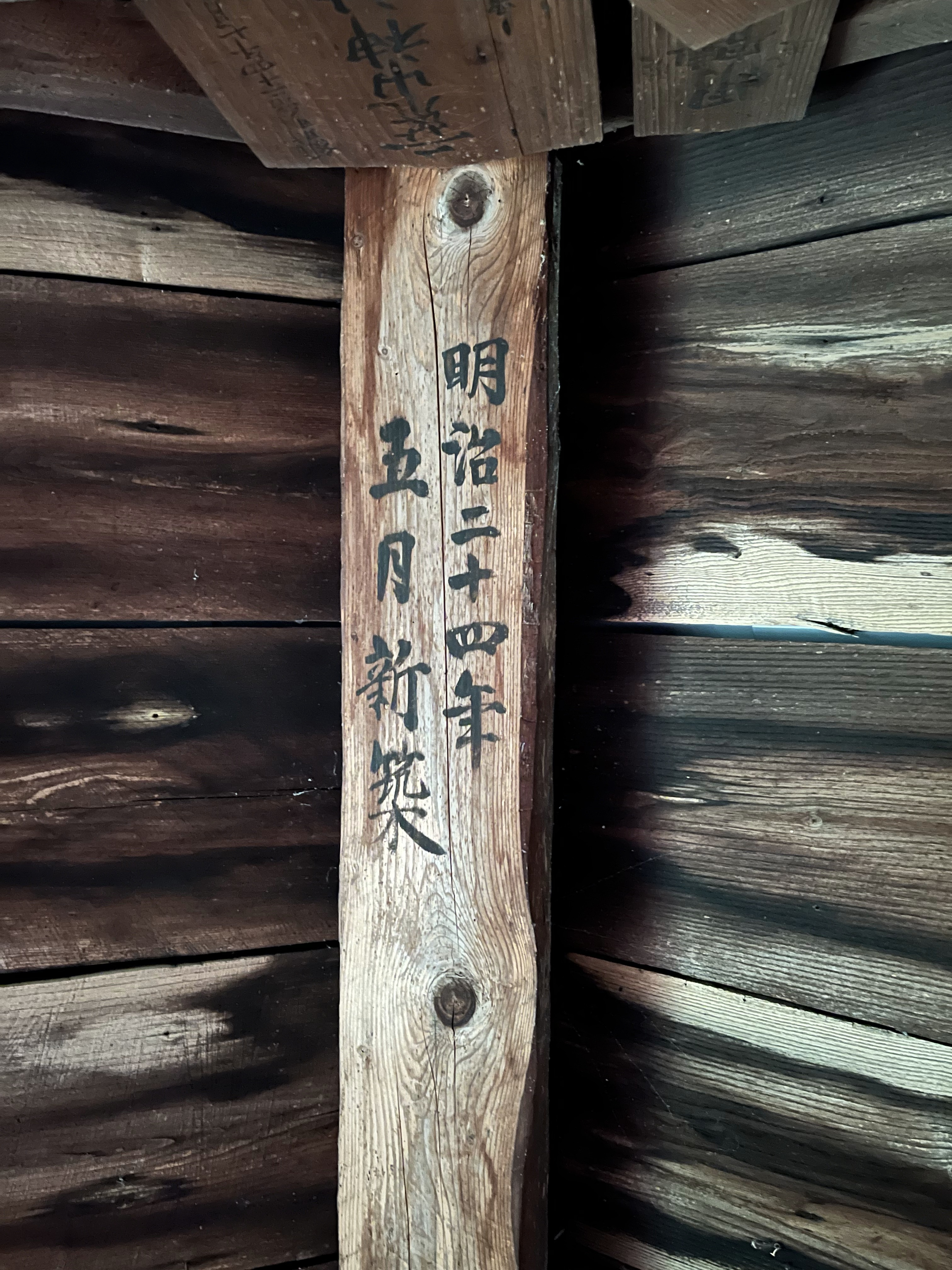
行屋内部

当地の男体講では男体山登拝が行われていた。明治時代中期までは行屋で1週間行を積み、身を清めて男体山へ出発した。行屋には女性は近づけず、行人は自分で米を持ち込み調理していたと云う。しかし、時代と共に行を積む期間は短くなり、大正末期までは5日間、昭和に入ってからは3日間に短縮され、1990年代後半時点では7月31日だけ水行をするまでに簡略化された。当地では男体山を「仏の山」とも呼んでいることから、男体山登拝が生変の機会とされていたと推測されている。また行屋には1811年（文化8年）建立の男体山の石燈篭がある。

### 野門の地蔵
当地には物を失くした時にお祈りすると良いといわれる地蔵がある。この地蔵を持って軽く感じた時に紛失物は見つかるが、重く感じる時には見つからないとされている。

## 交通
近世には、上栗山村に至る道、萱峠（かやとうげ）経由で川俣村へ至る道、富士見峠経由で日光町へ至る道が集まる交通結節点であった。

### 路線バス
- 日光市営バス鬼怒川温泉女夫渕線　家康の里民宿村入り口[63]
  - 東武鬼怒川線鬼怒川温泉駅からバスで約70分、バス停から集落までは、さらに徒歩で20分かかる[11]。
  - 1992年（平成4年）の時点では栗山村営バス、バス停名は「野門橋」であった[22]。

### 日光道（富士見峠越え）
野門から尾根伝いに登り、小真名子山と帝釈山の間の富士見峠（2031 m）を越え、寂光の滝・裏見の滝・荒沢を通って日光の東町・西町に至る日光道（富士見峠越え）は、川俣と日光を結ぶ最短経路として、大正時代まで利用された。交易路として利用されたほか、栗山郷から男体山への登山道として使われた。日光道は高低差の激しい山道であり、積雪期が長いという短所があり、今市道（大笹峠越え、現・栃木県道169号栗山日光線）の方がよく利用された。野門集落には旅籠があり、ちょっとした宿場の風情があったという。
日光では、諸堂修理の職人の冬の仕事として、日光下駄・日光塗などの指物工芸が発達し、栗山郷の人々は彼らに原材料（木材）や半製品を販売して収入を得ていた（#近代の生業を参照）。近代には、石畳で舗装された富士見峠付近の広場に無人集荷場があり、栗山側は半製品を納め、日光側は半製品を受け取って、お金の入った屋号入りの袋を置いていく取引慣習があった。取引相手は固定されていたため、集荷場が無人でも問題なかったという。
1965年（昭和40年）に訪れた小林昌人によると、当時の野門へ至る道路は人が1人やっと通れるほどの道幅しかなく、野門橋から雑木林の中を約20分登ると集落に到達したという。

## 昔話

### 運定め・かぴたりの由来
昔、若夫婦がいて奥さんは間も無く子供が生まれそうだった。もうすぐ子供が生まれる時、その旦那が伊勢参りをして、その帰り道明るいうちに家に着かないと察し、薬師堂の縁の下に泊まった。縁の下で休んでいたら、足音がした。何かと思ったら、神様が集まって薬師様を誘いに来た。なんでも、お産がするときは神様が集まるのだという。神様達に誘われた薬師様だったが、その日はお客があるからいけないと断った。仕方ないと神様達は薬師様抜きでお産に行った。夜が明けると神様達がお産から帰ってきて薬師様に、「男の子が出来た」「13歳の12月1日までの命を与えてきた」「職業は魚釣りを与えた」と言った。それを聞いた縁の下にいた旦那は、きっと自分の子に違いないと急いで家に帰ると、案の定男の子が生まれていた。女房に心配を掛けたくなかった旦那は、命日を告げずに息子を育て、13歳になる頃にはもちろん魚釣りになってた。そして命日の12月1日、旦那はついに女房に今日が息子の命日であることを告白し、最後はあんこ餅をたらふく食べさせてやってくれと言った。当然女房は驚いたが、旦那の言う通りあんこ餅を作り、袋に入れて息子に持たせてやった。袋をもらった息子はそれを背負って、そそくさと釣りに向かった。遠くから息子の最期を見届けようと旦那が見守っていたところ、息子が釣りを始めると、川上の方から大蛇が現れ大きな口で飲み込もうとした。すると、息子は袋に入ったたくさんの餅を取り出し、大蛇の口に放り投げた。大蛇はこの餅を飲み込めず流れていってしまった。こうして息子は命日に死ぬことはなく長生きしたという。
これが始まりで野門では「12月1日の川びたり」という水神様の祭りが行われるようになった。この日は水神様に餅を供えるとして、川に投げ込む。

### うば捨山
自分の父が60歳になったため姥捨山に捨てなければいけなかったが、親孝行の息子にはそれができず、自分の家の縁の下を掘って家を作った。ある時、殿様がやってきて「灰縄を結って出せ」と言われ、どうすれば良いかわからないかった息子は、縁の下にいる父の元に行き方法を教えてもらった。その通りに縄を作って殿様に差し出したところ、殿様に「お前にできるとは思わない」を言われ問いただされた。そこで息子は謝罪と共に父に教えてもらったことを伝えると殿様は納得した。その後、年より知恵がもったいないと、年寄りを姥捨山に捨てなくなった。